# Philippe-Alexis Béancourt
Philippe-Alexis Béancourt (Versailles, 9 juin 1782 - Braine, 6 janvier 1862), est un compositeur français.

## Biographie
Compositeur de musiques de scène, il fut le chef d'orchestre du Théâtre des Nouveautés (1827-1831), du Théâtre Comte (1830), puis du Théâtre de la Gaîté (1835-1849).

## Œuvres
- Faust, paroles de Théaulon et Jean-Baptiste Gondelier, morceaux détachés chant et piano (ou harpe), 1827
- Rendez-vous, paroles de Mathurin-Joseph Brisset, 1827
- Jean, paroles de Théaulon et Alphonse Signol, air, chant et piano, 1828
- La Tache de sang, drame en 3 actes, avec Julien de Mallian (livret), 1835
- Les Sept châteaux du diable, féerie, quadrille pour le piano, Théâtre Impérial du Châtelet, avec Philippe Musard, paroles d'Adolphe d'Ennery et Clairville, 1844
- Air de la fiancée, paroles de Achille d'Artois, non daté
- Air de Mr Jovial, paroles de Adolphe Choquart et Emmanuel Théaulon, non daté